# Mapple-Gletscher
Der Mapple-Gletscher ist ein 24 km langer und schmaler Gletscher an der Oskar-II.-Küste des Grahamlands auf der Antarktischen Halbinsel. Er fließt in östlicher Richtung in den Südarm des Exasperation Inlet, den er westsüdwestlich des Delusion Point erreicht. Vom 3 km südlich liegenden Melville-Gletscher trennt ihn ein kleiner Gebirgszug, zu dem Mount Ahab und Mount Pankhurst gehören.
Der Falkland Islands Dependencies Survey nahm 1961 eine geodätische Vermessung vor. Das UK Antarctic Place-Names Committee benannte ihn nach Father Mapple, dem Prediger in Herman Melvilles 1851 veröffentlichtem Roman Moby-Dick.